# Максим Крижановський
Максим Костянтинович Крижановський (Крижанівський) (9 (20) серпня 1777, Гадяч, Військо Запорозьке Городове — 6 (18) травня 1839, Санкт-Петербург, Російська імперія) — військовик Російської імперії доби Наполеонівських воєн, генерал-лейтенант (з 1826 року). Командир лейб-гвардії Фінляндського полку, герой Бородінської та Лейпцизької битв. Член Військової ради Російської імперії. За походженням — український шляхтич.

## Походження
Народився 9 (20) серпня 1777 року у Гадячі — полковому місті Війська Запорозького Городового. Походив з козацько-старшинського роду Крижановських (Крижанівських), засновником якого був прадід Максима — Антон Крижанівський — вихрещений єврей, що обіймав посади компанійського та гадяцького полковника, опікувався зборами до військового скарбу Гетьманщини.
Дід — Антон Антонович Крижанівський — після анексії Гетьманщини Російською імперією отримав чин прем'єр-майора. Бабуся — Анастасія Василівна Крижанівська (Гудович), донька генерального підскарбія Війська Запорозького Городового Василя Гудовича. Батько — Костянтин Антонович Крижанівський — виборний козак Гадяцького полку.

## Життєпис
Військову службу розпочав на флоті. 26 червня (5 липня) 1792 року зарахований каптенармусом до 3-го флотського батальйону 2-го морського полку Російського імператорського флоту. Вже 6 (17) жовтня того ж року підвищений до сержанта. У 1794 році служив на кораблі «Двенадцать апостолов». У 1795—1796 роках — у складі екіпажу лінійного корабля «Европа» взяв участь у поході до берегів Великої Британії. 17 (28) квітня 1797 року — підвищений до підпоручника. У 1798 році служив на кораблі «Победоносец», у 1799—1800 роках — на кораблі «Мстислав». 11 (22) грудня 1800 року отримав чин поручника.
14 (26) жовтня 1803 року дослужився до штабс-капітана, 31 січня (12 лютого) 1804 року — до капітана, 14 (26) червня 1806 року — до майора. 10 (22) жовтня 1806 року переведений до 1-го морського полку. 24 травня (5 червня) 1807 року став командиром одного з його батальйонів.
13 (25) грудня 1807 року переведений з флоту у сухопутне військо — прийняв командування батальйоном Імператорської міліції, змінивши на посаді іншого українця — підполковника Андрія Трощинського. Цей підрозділ був сформований у 1806 році за особистим розпорядженням імператора Олександра І. Служили в ньому, переважно, етнічні фіни. Батальйон Імператорської міліції невдовзі був перейменований на лейб-гвардії Фінляндський. Крижановський запровадив у ньому нетиповий для російського війська стиль відносин між командирами та солдатами, продовживши починання Трощинського. Від офіцерів він вимагав м'якого та поблажливого ставлення до рядових:
| Всі чиновники до земського війська належні від високого до нижчого звання, повинні під час і після навчання зберігати свою скромність у міркуванні стягнення з ратників. Ненавмисні в строю помилки не піддавати не лише покаранню, суворій і гнівній догані, а старатися більш лагідним і поблажливим наставленням навчати... Аби лагідністю поводження отримати їхню любов і довіру, слідством яких буде і добра воля і непримушена охота до виконання начальницьких повелінь. |
Також суворо забороняв брати солдатів у денщики і «ні в які послуги, посилки, передоручення і роботи їх не вживати». Унаслідок такого підходу у підрозділі була створена особлива атмосфера бойового побратимства, якою буде славитися лейб-гвардії Фінляндський полк.
2 (14) лютого 1808 року Крижановський підвищений до підполковника, 26 липня (7 серпня) 1809 року — до полковника. У цьому званні у 1810 році займався підготовкою щойно сформованого Гвардійського флотського екіпажу. За успішне виконання цього завдання був нагороджений Орденом Святого Володимира 4-го класу.

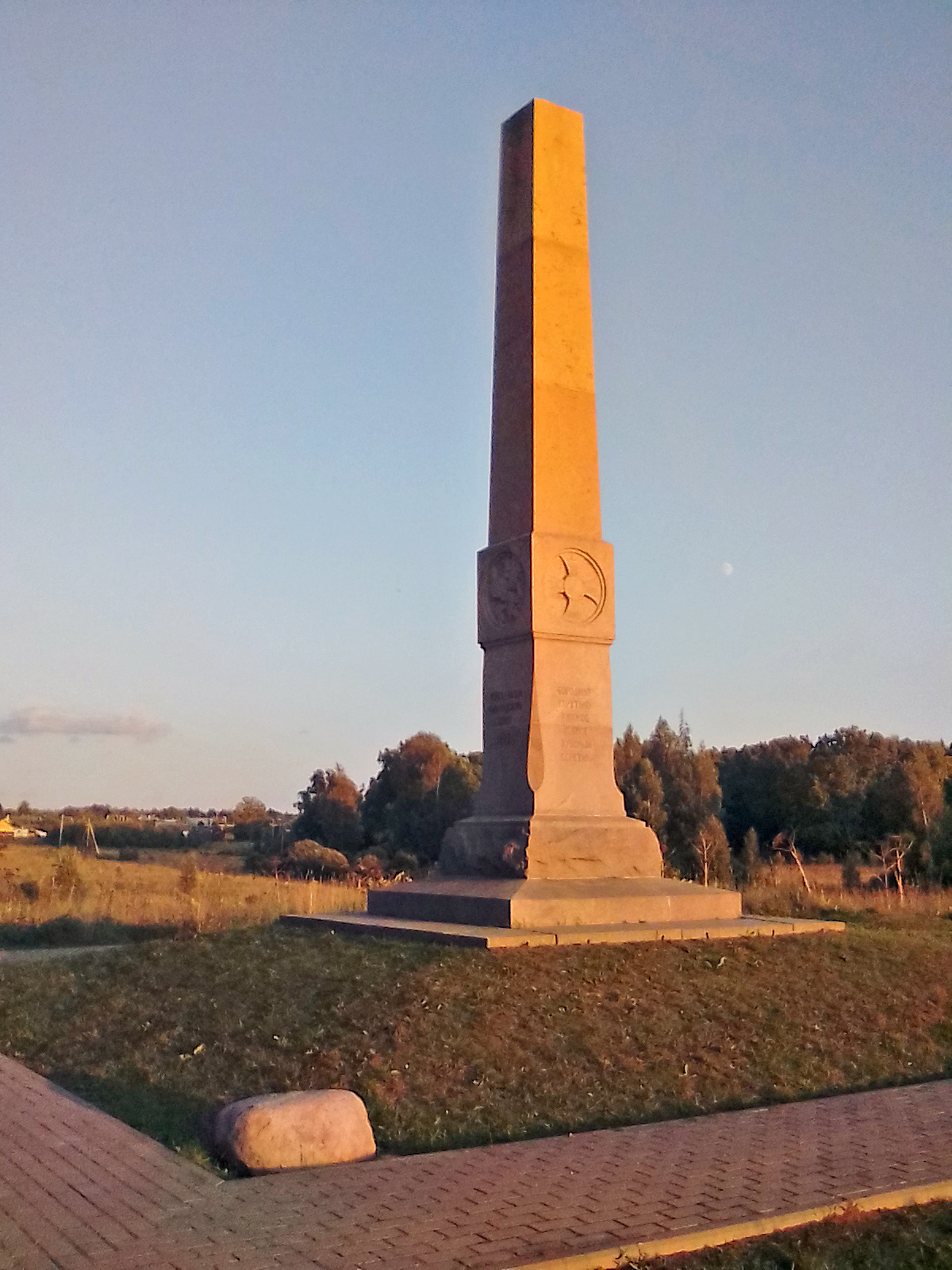
Пам'ятник на честь лейб-гвардії Фінляндського полку на полі Бородінської битви

У 1811 році отримав наказ реорганізувати лейб-гвардії Фінляндський батальйон у трьохбатальйонний лейб-гвардії Фінляндський полк. Як командир цього полку, що увійшов до складу Гвардійської піхотної дивізії, брав участь у боях французько-російської війни 1812 року. Відзначився у Бородінській битві: полк Крижановського тримав оборону на лівому фланзі російського війська — у Семенівському яру. «Фінляндці» відбили серію атак французької кавалерії, після чого командир полку особисто повів солдатів у контратаку в багнети. У цьому бою Крижановський був контужений у праве плече, за доблесть нагороджений Орденом Святого Георгія 4 класу.
Після відступу армії Наполена з Москви брав участь у битвах біля Тарутино та Малоярославця. У бою під Красним в листопаді 1812 року знову повів свій полк у багнетну атаку після невдалого наступу російських кірасирів на французьку піхоту. Французи, заскочені несподіваним ударом, кинулися тікати. «Фінляндці» Крижановського захопили 350 полонених, 8 гармат, весь обоз маршала Даву та його маршальський жезл. За цей подвиг командир полку нагороджений Орденом Святого Володимира 3-го класу. У грудні 1812 року Фінляндський полк здобуває Вільно.
Під час кампанії 1813 року на чолі полку воював під Бауценом, Дрезденом, Кульмом, Лейпцигом. 15 (27 вересня) за відзнаку в бою дістав звання генерал-майора. У битві під Лейпцигом знову здійснив подвиг. 4 (16 жовтня) Фінляндський полк отримав наказ від імператора зайняти та утримувати село Госс. У бою за цей населений пункт підрозділ втратив 500 вояків. Крижановський дістав чотири кульові поранення — в обидві ноги та плече, а також — був сильно контужений в груди гарматним ядром. Попри це, не покинув поля битви та продовжував командувати підрозділом. Винесений з бою напівживим, знайшов у собі сили відрапортувати про ситуацію імператору Олександру І. За це негайно був нагороджений Орденом Святої Анни 1-го класу.
Після тяжких поранень довго лікувався та не міг далі продовжувати військову службу. До 1816 року формально рахувався у складі лейб-гвардії Фінляндського полку. Після звільнення 8 (20 липня) 1817 року був призначений скарбником Капітулу імператорських орденів (своїм підписом скріплював іменні грамоти про нагородження). 22 серпня (3 вересня) 1826 року підвищений до генерал-лейтенанта.
У 1832 році став членом Генерал-аудиторіату — найвищого органу військового правосуддя в Російській імперії. З 1836 року — директор Чесменської військової богадільні. З 1837 року — комендант Петропавлівської фортеці, член Військової ради Російської імперії.
Помер 6 (18) травня 1839 року. Похований в огорожі Петропавлівського собору у Санкт-Петербурзі, згідно з заповітом, — у мундирі Фінляндського полку, що «був міцно пришитий до мене неприятельськими кулями та ядрами».

## Родина
Був одружений з Марією Перовською (1791—1872), позашлюбною донькою графа Олексія Кириловича Розумовського — сина українського гетьмана. Подружжя дітей не мало.